# Лагрејнџ (Џорџија)
Лагрејнџ (енгл. LaGrange) град је у америчкој савезној држави Џорџија. По попису становништва из 2010. у њему је живело 29.588 становника.

## Демографија
Према попису становништва из 2010. у граду је живело 29.588 становника, што је 3.590 (13,8%) становника више него 2000. године.
| Група             | 2000.          | 2010.          |
| Белци             | 12.588 (48,4%) | 12.783 (43,2%) |
| Афроамериканци    | 12.353 (47,5%) | 14.207 (48,0%) |
| Азијати           | 212 (0,8%)     | 728 (2,5%)     |
| Хиспаноамериканци | 635 (2,4%)     | 1.393 (4,7%)   |
| Укупно            | 25.998         | 29.588         |